# Ritratto di Bernhart von Reesen
Il Ritratto di Bernhart von Reesen è un dipinto a olio su tavola di rovere (46x32 cm) di Albrecht Dürer, databile al 1521, e conservato nella Gemäldegalerie di Dresda.

## Storia
L'opera venne eseguita durante il viaggio di Dürer nei Paesi Bassi (1520-1521). Il 16 marzo 1521 l'artista annotò di aver ritratto ad Anversa un certo Bernahrt von Resten, venendo pagato otto fiorini di compenso ed alcuni regalini per la moglie e la domestica. Non conoscendosi alcun personaggio con tale nome, si è arrivati alla conclusione che possa trattarsi di Bernhart von Reesen, un ricco mercante di Danzica attivo nel cosmopolita porto fiammingo. Altri lo identificano invece con Bernard van Orley, pittore di Bruxelles.

## Descrizione e stile
Il personaggio è ritratto a mezzo busto girato a sinistra su sfondo rosso. La sua figura occupa tutto il dipinto, concentrandosi soprattutto sul volto, incorniciato dal cappello a larghe falde nero e dalla giubba foderata di pelliccia dello stesso colore. I capelli biondi e ondulati a caschetto coprono le orecchie; il volto, dai tratti energici, ha gli zigomi molto pronunciati, il naso robusto, le labbra carnose, il mento sporgente. L'aspetto severo degli abiti è ravvivato dalla camicia bianca, col collo finemente pieghettato.
Le mani compaiono appoggiate al bordo inferiore, come nella tradizione fiamminga, e reggono un cartiglio dove è vergato, forse, l'indirizzo dell'uomo, come su una lettera.
La linea spiovente delle spalle ricalca quella delle falde del cappello, generando una rispondenza ritmica che si ritrova anche nel Ritratto di sconosciuto al Museo del Prado, di qualche anno dopo.